# Lake Helen Indian Reserve 53A
Lake Helen Indian Reserve 53A är ett reservat i Kanada.   Det ligger i provinsen Ontario, i den sydöstra delen av landet, 1 000 km väster om huvudstaden Ottawa. Lake Helen Indian Reserve 53A ligger vid sjön Ruby Lake.
I omgivningarna runt Lake Helen Indian Reserve 53A växer i huvudsak blandskog. Trakten runt Lake Helen Indian Reserve 53A är nära nog obefolkad, med mindre än två invånare per kvadratkilometer.